# Integrale Bedrijven Noordoost-Brabant
Integrale Bedrijven Noordoost-Brabant (IBN) is een sociale onderneming in Noord-Brabant die in 1995 is opgericht. Het doel van het bedrijf is om mensen die het op eigen kracht niet redden op de arbeidsmarkt aan werk te helpen.  Tegenwoordig werken zo’n 3300 mensen bij of via IBN.

## Geschiedenis

### Ontstaan
IBN is begin jaren ’50 ontstaan in de regio Brabant-Noordoost uit verschillende particuliere en gemeentelijke initiatieven. Dit waren de voorlopers van IBN. Het doel was om mensen die vanwege een lichamelijke of geestelijke handicap niet kunnen deelnemen aan het arbeidsproces van passend werk te voorzien. Begin jaren vijftig ontstond de eerste sociale werkplaats in Oss (Sawor). Later volgen Mill (Welvac) en in 1955 ook Veghel (Weveo). In de jaren zestig groeien de activiteiten enorm, en kwamen er banen beschikbaar die buiten worden uitgevoerd: groenonderhoud, bosbeheer en het inzamelen van oud papier.

#### Wet sociale werkvoorziening
Aan het eind van de jaren '60 groeide de vraag naar meer samenwerking door de komst van de Wet sociale werkvoorziening (Wsw). Hierdoor ontstond het Werkvoorzieningschap Noord-Brabant Noordoost, een samenwerking van 26 gemeenten.
De jaren ’70 kenmerken zich door allerlei pogingen om de werkplaatsen te laten fuseren, die echter allemaal mislukten. In de jaren ’80 groeien met name de detacheringen, buitenobjecten en schoonmaakobjecten (later Niwob genoemd) explosief. Ook de visie over sociale werkvoorziening veranderde ingrijpend: waar het in de jaren ’50 van de vorige eeuw vooral zorg voor de gehandicapten was die tot oprichting van de werkplaatsen leidde, evolueert deze opvatting in de jaren ’80 naar een bedrijfsmatigere aanpak.
Deze gedachte, waarbij de arbeidsgehandicapte als volwaardige medewerker wordt gezien, is de basis van de IBN-groep, die per 1 januari 1995 uit een daadwerkelijke fusie van Niwob, Sawor en Weveo ontstond. IBN groeide uit tot één van de grootste werkgevers in de regio. Het bedrijf biedt verschillende diensten van verschillende opdrachtgevers. 
Tijdens de viering van het 15-jarige bestaan eind 2009 veranderde de naam van IBN-groep in IBN: Integrale Bedrijven Noordoost Brabant.

## Participatiewet
Sinds 1 januari 2015 is de Participatiewet van kracht. Vanaf dat moment is instroom in de Wsw (Wet sociale werkvoorziening) niet meer mogelijk. De Participatiewet heeft als doel om iedere burger volwaardig te laten meedraaien in de samenleving. Het belangrijkste verschil met de Wsw is dat mensen met een arbeidsbeperking zoveel mogelijk bij een ‘gewone’ werkgever dienen te worden geplaatst.
In de praktijk is daarmee meer verantwoordelijkheid bij gemeenten komen te liggen. Waar voorheen iemand met een arbeidsbeperking onder de Wsw tot zijn pensioen beschermd kon blijven werken, dient er nu (in de meeste gevallen) uitstroom naar een reguliere werkgever plaats te vinden. Bij de Wsw kon IBN iemand met een arbeidsbeperking tot aan zijn pensioen aan het werk houden. Nu ligt daarin ook een actieve rol voor gemeenten én werkgevers. Met de veranderde wetgeving is ook de gemeentelijke opdracht veranderd en zijn de subsidies gewijzigd. Dit alles bracht een forse verandering met zich mee. Per 1 januari 2019 is IBN anders georganiseerd, is het bedrijvenmodel losgelaten en treden we als één IBN naar buiten.

## Samenwerking met gemeenten
De zes gemeenten in het noordoosten van Noord-Brabant kennen een lange samenwerking met IBN als uitvoeringsorganisatie van de Wet sociale werkvoorziening (Wsw). Met de komst van de Participatiewet is de instroom in de Wsw gestopt en is de samenwerking vernieuwd.
IBN voert de Participatiewet uit voor en in nauwe samenwerking met de zes gemeenten. Hiervoor is sinds 1 juli 2021 een vernieuwd partnership van kracht tussen beide partijen. Het uitgangspunt hiervan is het creëren van werkgelegenheid in deze regio voor de meest kwetsbare inwoners.
De IBN-organisatie heeft een BV structuur (Holding en dochter BV’s) met een Algemene vergadering, een Raad van Commissarissen en een bestuurder. De enige aandeelhouder van IBN is het Werkvoorzieningsschap. De aandeelhoudersbevoegdheid wordt uitgeoefend door de zes leden van het Algemeen Bestuur. De Raad van Commissarissen houdt toezicht op het bestuur en adviseert haar. De Raad bestaat uit vijf onafhankelijke commissarissen, met ieder een eigen expertise. De bestuurder geeft leiding aan de onderneming.

#### Maatschappelijk dividend
Als sociale onderneming herinvesteert IBN de beschikbare middelen ten gunste van mensen die extra ondersteuning naar werk nodig hebben. IBN werkt met een het volgende systeem: 25% wordt toegevoegd aan het zogenoemde innovatie- en acquisitiefonds. Dit is bedoeld voor het stimuleren en creëren van werkgelegenheid en voor het opzetten van nieuwe, innovatieve projecten. 25% gaat naar het personeelsfonds. De overige 50% wordt als maatschappelijk dividend toegevoegd aan de Algemene Gemeentelijke Reserve. De gemeenten in het werkgebied kunnen dit gebruiken voor het creëren van extra werkgelegenheid voor mensen die extra ondersteuning naar werk nodig hebben.

## Missie en kernwaarden
IBN ontwikkelt naar werk en biedt passend werk. 'Iedereen doet mee is het nieuwe normaal', zo is de visie van IBN.

#### Verbindend: Samen komen we verder
IBN vindt het belangrijk om samen te werken. Want samen bereiken we meer. Het gaat niet om eigen belang (van alleen IBN, een afdeling of bedrijfsonderdeel). Het gaat om het realiseren van de missie. IBN vindt het belangrijk om tijd en aandacht te besteden aan het opbouwen en onderhouden van relaties met anderen, binnen en buiten IBN. IBN werkt samen op basis van vertrouwen. Bij verbindend zijn hoort ook aandacht voor een goede sfeer en elkaar informeren.

#### Volwaardig: Iedereen heeft talent
Ieders talent wordt benut en iedereen doet mee. Bij IBN wordt niet negatief over anderen gepraat en sluiten niemand uit. IBN biedt de ruimte voor het nemen van eigen verantwoordelijkheid. Ieders bijdrage telt. Bij IBN gaan ze op basis van gelijkwaardigheid met elkaar om. Bij IBN vinden ze dat bij echt werk ook een eerlijke beloning hoort. IBN behandelt iedereen met respect. IBN gaat uit van ieders kracht en mogelijkheden en IBN ontwikkelt talenten. Bij volwaardig hoort duidelijke communicatie en luisteren naar elkaar. Bij IBN vertrouwen ze elkaar en nemen elkaar serieus.

#### Ondernemend: Wij pakken kansen
IBN biedt loonvormende arbeid of de mogelijkheid om daarnaar toe te groeien. Bij IBN zoeken ze actief naar nieuwe en verrassende mogelijkheden. Bij IBN nemen ze initiatief en tonen lef. Ze wachten niet af. Ze verschuilen zich niet achter regels en procedures. Ze zoeken de grenzen van de mogelijkheden op en komen met nieuwe oplossingen. Fouten maken mag. Bij IBN heeft iedereen een proactieve houding waarbij ze oog houden voor de belangen van iedereen. Ze overtreffen de verwachtingen.

## Ontwikkelen van mensen
Door de variëteit en het volume in werkplekken bij en via IBN zijn er veel mogelijkheden. Omdat IBN niet kijkt naar al aanwezige kennis of ervaring, maar juist iemands talenten ontwikkelt, ontstaan nieuwe kansen.
Als sociale werkgever investeert IBN in mensen. IBN leidt via werkleerlijnen medewerkers op tot vakkrachten. Tijdens of na deze leerperiode kan de medewerker via een detachering of rechtstreeks bij een werkgever in de regio aan de slag. Daarnaast heeft IBN diverse werkzaamheden binnen de eigen bedrijfsonderdelen. Hierin worden diensten uitgevoerd zoals schoonmaak, facilitaire ondersteuning, groenonderhoud, co-packing en assemblage door mensen die extra ondersteuning op de arbeidsmarkt nodig hebben.
Ons werk gaat verder dan het vinden van een passende werkplek. We willen dat mensen weer mee kunnen doen. Dat mensen vanuit hun eigen talenten en ambities kunnen bouwen aan een loopbaan. Want, werken maakt mensen gelukkiger. En gelukkige mensen maken onze samenleving mooier.

## Bedrijven en merken van IBN
Behalve die diensten die bij de bedrijfsonderdelen worden uitgevoerd heeft IBN nog een aantal bedrijven en merken die diensten uitvoeren.
Opvius, Ploegmakers, Schoonmaakbedrijf de Toekomst, DOEGOODS, Meeters en Meeters tot go.